# Club Ramon Muntaner
Club Ramon Muntaner fou una entitat civil i cultural catalana, creada per a fomentar la promoció i defensa de la consciència nacional dels Països Catalans i afavorir la interrelació entre els seus territoris.
Constituïda a la ciutat de Barcelona es mantingué vigent entre el desembre de 1978 i el 1983, data en què suspengué les activitat com a entitat. Alguns dels seus membres impulsors foren Miquel Tarradell, Max Cahner, Josep Benet, Miquel Sellarès, així com altres activistes, tant si fossin militants de partit polític com si no.